# Aeropuerto Internacional de Tianjin-Binhai
El Aeropuerto Internacional de Tianjin Binhai (IATA: TSN, OACI: ZBTJ) (en chino: s=天津滨海国际机场|p=Tiānjīn Guójì Jīchǎng) es un aeropuerto ubicado al este de Tianjin, en Dongli. Es uno de los mayores centros de carga aérea de China.
Es base de operaciones de Okay Airways y aeropuerto importante para Air China.
Los vuelos internacionales son principalmente operados por Korean Air y Asiana Airlines a Seúl-Aeropuerto Internacional de Incheon, All Nippon Airways y Japan Airlines a Nagoya-Aeropuerto Internacional Chubu Centrair.
En 2008, el aeropuerto manejó 166.558 toneladas de carga, y se convirtió en el undécimo aeropuerto con más tráfico de carga de China. El aeropuerto de Tianjin se encuentra también entre los de mayor crecimiento de China, registró un incremento de pasajeros del 20,2% y un 33,2% en cuanto a carga en 2008.

## Nueva terminal y segunda pista
La construcción de una nueva terminal comenzó en agosto de 2005 y fue completada a finales de 2007 de manera que estuviese plenamente operativa en 2008. La terminal es tres veces superior a la anterior de 116.000 m². Cuando las tres fases de construcción estén concluidas la terminal superará los 500.000 m² y podrá atender hasta 40 millones de pasajeros al año. 
La expansión, con una inversión total de cerca de 3.000 millones de yuanes (409,5 millones de dólares), comenzó en agosto de 2005. La pista fue también ensanchada a 75 metros respecto de los actuales 50 metros y alargada de 400 a 3.600 metros. En mayo de 2009, el aeropuerto vio concluida la construcción de una segunda pista.

## Estadísticas
| Movimientos | 2008      | 2007      | 2006      | 2005      | 2004      | 2003      | 2002      | 2001    | 2000    |
| ----------- | --------- | --------- | --------- | --------- | --------- | --------- | --------- | ------- | ------- |
| Pasajeros   | 4.637.299 | 3.860.752 | 2.766.504 | 2.193.914 | 1.705.271 | 1.103.491 | 1.092.121 | 941.178 | 884.448 |
| Cargo (TM)  | 166.558   | 125.087   | 96.756    | 80.192    | 70.995    | 48.681    | 41.722    | 36.503  | 44.387  |

Ver fuente y consulta Wikidata.

## Aerolíneas y destinos

### Aerolíneas de pasajeros
| Aerolíneas              | Destinos                                                                                                   |
| ----------------------- | --- |
| Aero Mongolia           | Ulán Bator                                                                                                 |
| AirAsia X               | Kuala Lumpur                                                                                               |
| Air China               | Chongqing, Guangzhou, Hong Kong, Seúl-Incheon, Shanghái-Hongqiao, Shenzhen, Taipéi-Taoyuan.                |
| Air Serbia              | Belgrado (inicia el 9 de diciembre)                                                                        |
| Asiana Airlines         | Seúl-Incheon                                                                                               |
| China Eastern Airlines  | Hangzhou, Shanghái-Hongqiao                                                                                |
| China Southern Airlines | Dalian, Guangzhou, Hohhot, Zhengzhou                                                                       |
| China West Air          | Chongqing                                                                                                  |
| Deer Jet                | Sanya |
| Hainan Airlines         | Guangzhou, Seúl-Incheon, Shanghái-Hongqiao, Shenzhen                                                       |
| Grand China Express     | Dalian, Hohhot, Nankín, Qingdao, Taiyuan, Xi'an, Yantai                                                    |
| Hong Kong Airlines      | Hong Kong                                                                                                  |
| Japan Airlines          | Nagoya-Centrair                                                                                            |
| Juneyao Airlines        | Shanghái-Hongqiao                                                                                          |
| Lucky Air               | Chengdu |
| Korean Air              | Seúl-Incheon                                                                                               |
| Okay Airways            | Changsha, Chengdu, Dalian, Guilin, Haikou, Hangzhou, Harbin, Hefei, Nankín, Sanya, Taiyuan, Yantai, Zhuhai |
| Shandong Airlines       | Hohhot, Qingdao                                                                                            |
| Shanghái Airlines       | Sanya, Shanghái-Hongqiao, Shenzhen                                                                         |
| Shenzhen Airlines       | Harbin, Nankín, Shenzhen, Zhengzhou                                                                        |
| Sichuan Airlines        | Chengdu, Chongqing, Shenyang                                                                               |
| Xiamen Airlines         | Changsha, Hangzhou, Singapur, Wuhan, Xi'an, Xiamen                                                         |

### Aerolíneas de carga
- Airstars (Abakán)[1]
- Atlant-Soyuz Airlines (Bratsk)[1]
- Grizodubova Air Company (Abakán)[1]
- Singapore Airlines Cargo (Anchorage, Los Ángeles, Nankín, Shanghái-Pudong, Singapur)
- TESIS Aviation Enterprise (Novosibirsk)[1]
- TransAVIAExport Airlines (Novosibirsk)[1]
- Volga-Dnepr (Abakan)[1]